# Francisco Vicente de Tornamira
Francisco Vicente de Tornamira (Tudela, 1534 – 1597) fue un astrónomo y cosmógrafo español. Natural de Tudela (Navarra), fueron sus padres  Juan de Tornamira y Luisa Vicente. Adoptó como primer apellido el de su madre y, de esta manera, firmaba sus escritos como Francisco Vicente de Tornamira.

## Vida
Se estima que los Tornamira procedían de la Auvernia y, en Tudela, pronto constituyeron un grupo influyente por sus actividades comerciales y la participación en la política municipal.
Francisco Vicente de Tornamira debió de recibir una educación esmerada. En la dedicatoria de su Chronographía al Marqués de Falces, afirma que «no tiene los grados de ciencias que en las escuelas se dan, ni profesa el hábito de ellas». Existe la posibilidad de que asistiera a la Universidad de Salamanca, aunque no obtuvo un grado académico.
Tenía el título de Señor de Mora. Casó con Ana Bueno, con la que tuvo, al menos, diez hijos.
Fue enterrado en la iglesia de  San Jaime (desaparecida). En su testamento, firmado el 2 de mayo de 1593, pidió ser inhumado en la capilla mayor, en la misma sepultura que su mujer Ana Bueno y que su madre Luisa Vicente.

## Obras

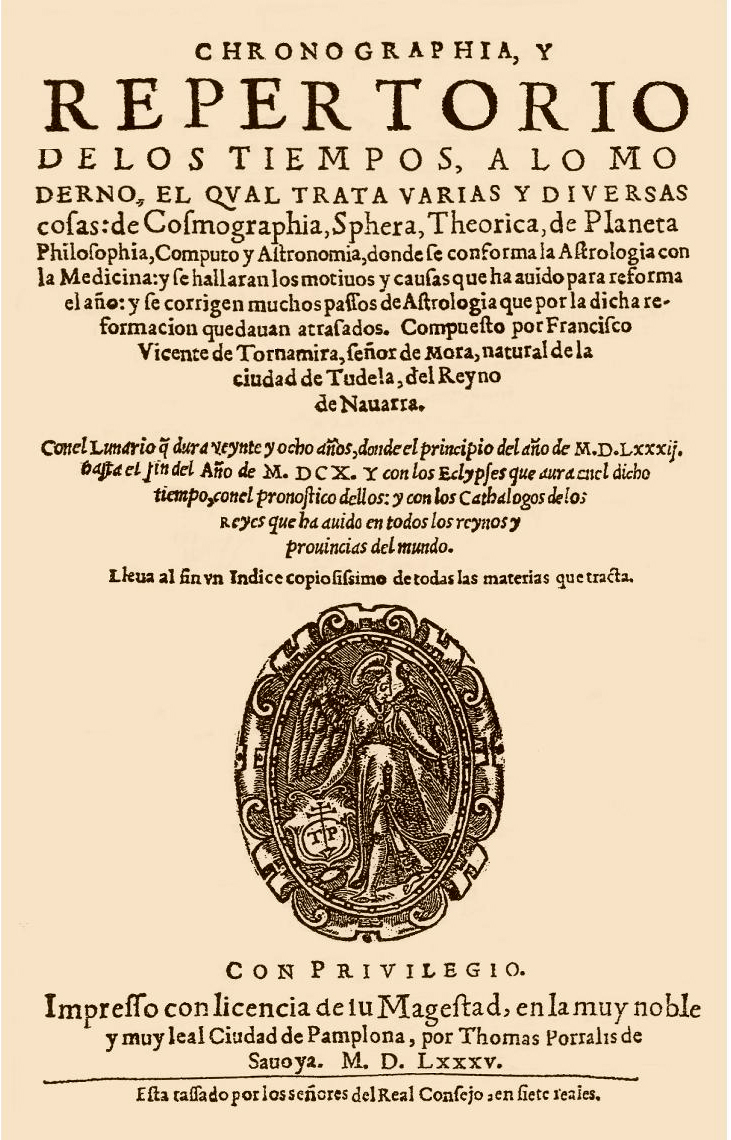
Chronographia Pamplona, Tomás Porralis, 1585

### Chronographia(1585)
La fama de Tornamira procede de su obra: «Chronographía y repertorio de los tiempos», publicada en Pamplona en 1585 en el taller de Tomás Porralis de Saboya. Cuenta con 162 capítulos, tiene formato en octavo, consta de 576 páginas y se acompaña de 88 grabados xilográficos abiertos para esta edición. Fue editada por el propio autor, lo que le supondría un elevado desembolso, por los numerosos grabados  y la complejidad de la composición tipográfica que presentaban las numerosas y abigarradas tablas numéricas que acompañan al texto. No se conocen reediciones de esta impresión.
En esta obra Tornamira sigue la concepción ptolomeica del universo y de la física aristotélica según la tradición medieval, por este motivo ofrece una visión acorde con el geocentrismo frente al heliocentrismo de Copérnico que tímidamente se abría paso en la ciencia de la época. Incluye la determinación de las coordenadas geográficas, en las que incluye varias veces la posición de Tudela junto con otras ciudades importantes, que da a entender que esta población significaba algo para el, como podría ser donde nació y  por métodos astronómicos, así como buen número de datos sobre los eclipses, las estrellas, latitudes geográficas, cuestiones sobre el calendario y la cronología. Como la mayoría de los astrónomos de su época, también era astrólogo y en su obra habla de la «amistad que hay entre la medicina y la astrología». Presenta diversas tablas de aplicación astrológica, como la relativa al «dominio de los planetas». En este apartado la obra sufrió la censura de algunos párrafos por parte de la Inquisición.
El capítulo que más atención despertó, por su actualidad, fue el referente al Calendario, cuya reforma se había implantado tres años antes, en 1582, por el Papa Gregorio XIII.

Demuestra conocer el texto de «Introducción a la Astronomía y la Geografía», redactado por astrónomo valenciano Jerónimo Muñoz para sus clases en las universidades de Valencia y Salamanca; aunque nunca se publicó, circuló copiosamente en forma manuscrita. Hay partes enteras de la Chronografia que son traducciones al castellano del original latino de Muñoz. Por otra parte, Incluye un buen número de datos y tablas de eclipses (desde 1583 hasta 1610) y de las estrellas fijas, tomados del cartógrafo Johannes Stadius.

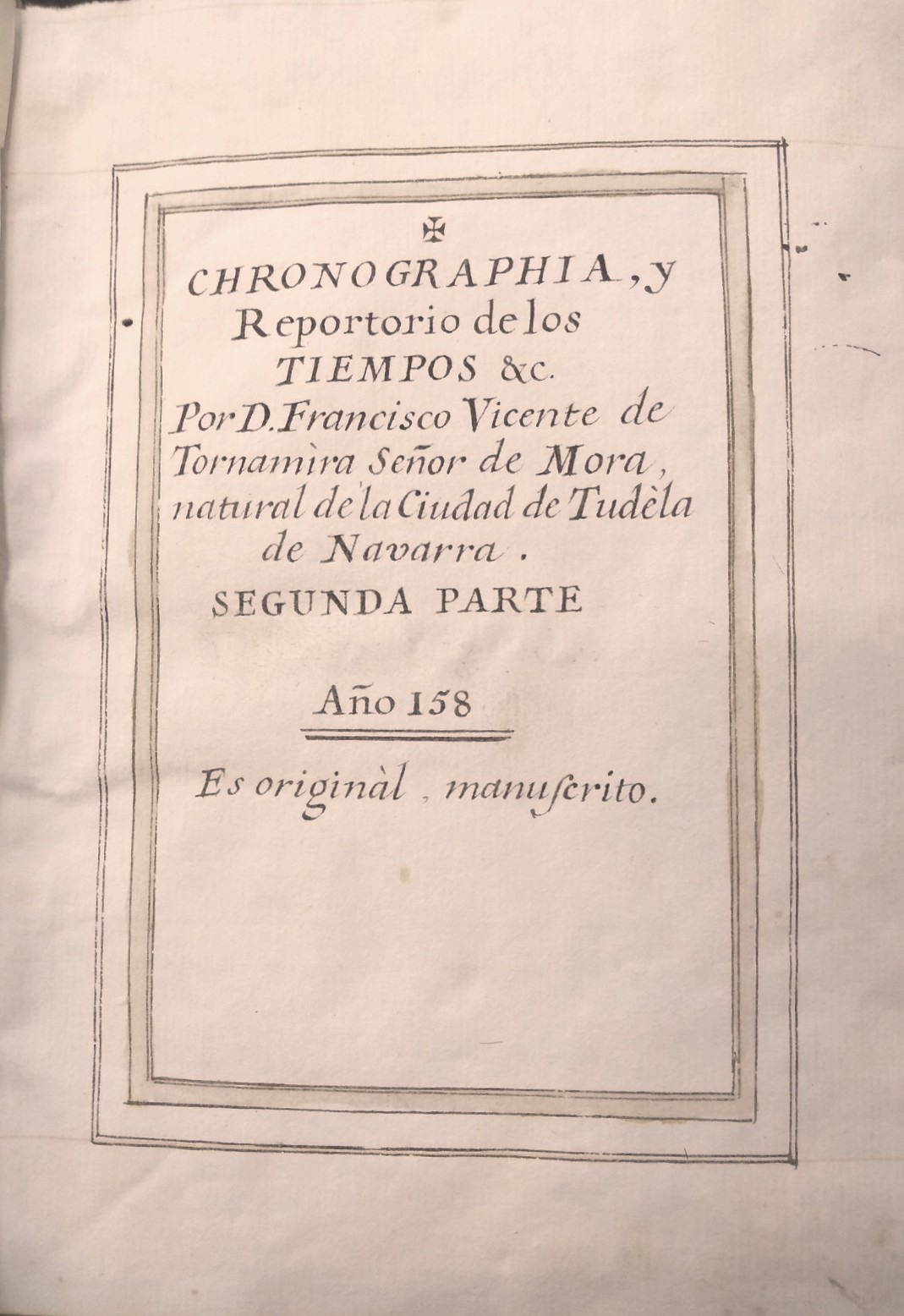
Portada del manuscrito de la segunda parte de la Chronographia (ca. 1583)

Llama la atención que esta obra, en absoluto moderna, que rechazaba el sistema heliocéntrico defendido por Nicolás Copérnico en De Revolutionibus (1543), presentes elementos de valor para su época. Las palabras de quien ha estudiado la aportación del cosmógrafo tudelano, Javier Bergasa, reflejarían su trascendencia:
La obra de Tornamira, que sigue totalmente la concepción ptolemaica del Universo y de la física aristotélica, queda como uno de los últimos jalones de una Cosmología que terminará siendo desbancada por una nueva visión del Universo [...]. Pero no pensemos que [por ello] queda desfasada y pierde su interés científico, ya que por una parte aparece en un difícil momento de transición y por otra [...] se continuarán publicando obras basadas en sistemas geocéntricos durante los siglos XVI y XVII.
Como curiosidad, cabe citar  que Velázquez tenía en su biblioteca un ejemplar de la edición de Pamplona, junto a otros libros de astronomía y astrología, que en el inventario post mortem de los bienes del pintor lleva el número 549.

#### Segunda parte de laChronographia
La Biblioteca de Navarra conserva el manuscrito titulado «Chronographia y repertorio de los tiempos, & [...] Segunda parte», que contiene la descripción geográfica de  regiones de Europa del norte, central y del este; de Italia, Grecia y Croacia, así como de algunas zonas del África subsahariana y del norte, como el Magreb y Egipto. Excepto la portada, que pertenece al siglo XVIII, el resto del manuscrito, que tiene 332 páginas, es autógrafo, con seguridad de Vicente de Tornamira, y se habría escrito hacia 1583, por lo tanto dos años antes de la impresión de la primera parte. Debió de pertenecer a la biblioteca del archivero e historiador de Tudela Juan Antonio Fernández Pascual (él sería quien añadió la portada), ya que en el inventario de su biblioteca se registró la siguiente obra «Los cuatro tomos de Chronographia y repertorio de los tiempos por don Vicente de Tornamira, señor de Mora, volúmenes únicos manuscritos».

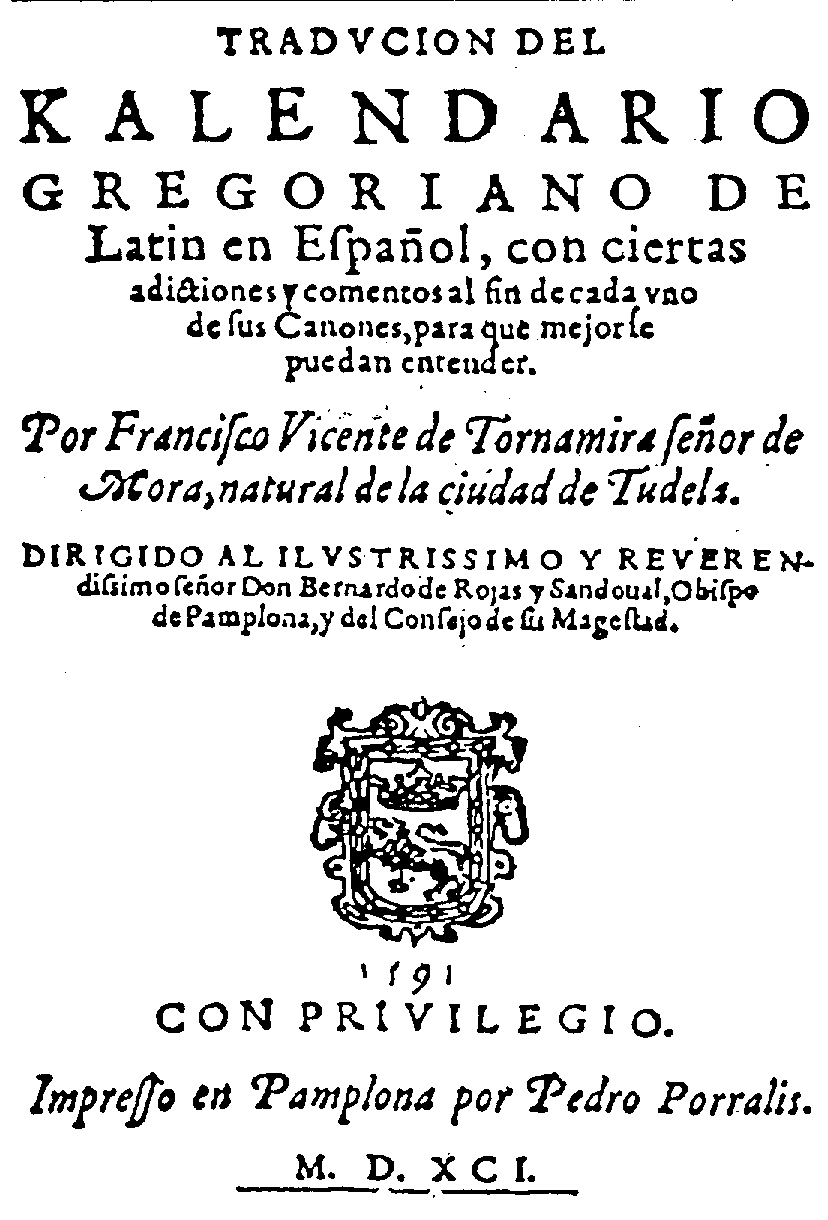
Kalendario Gregoriano. Pamplona, Pedro Porralis, 1591

### Kalendario(1591)
En 1591 vio la luz en Pamplona, en el taller de Pedro Porralis, la segunda obra impresa de Francisco Vicente de Tornamira, «Señor de Mora, natural de la ciudad de Tudela», con el título Traducion del Kalendario Gregoriano de Latin en Español, con ciertas adictiones y comentos al fin de cada uno de sus Canones, para que mejor se pueda entender. Se trata de una obra en cuarto, como la Chronographia, aunque de menor volumen (130 páginas) y sin grabados. La impresión es deficiente, con errores en la numeración de las páginas. No se volvió a reeditar.

### Otras obras inéditas
En la biblioteca de Juan Antonio Fernández se encontraban también dos obras manuscritas de Vicente de Tornamira, cuyo destino se ignora en la actualidad. Se trata de «1 tomo manuscrito original de dicho Tornamira de la Genealogía del Rey don Felipe 2.º de España, tratado de cifras y otros opúsculos y la vida de este por Fernández», y «1 tomo de la historia general del mundo y descripción de sus Reinos provincias por Tornamira, manuscrito original».

## Datos de interés
La sala de proyecciones del Planetario de Pamplona, denominado «Pamplonetario», lleva el nombre de Tornamira. Aquí se encuentra el proyector de estrellas y tiene una cúpula de 20 metros de diámetro, lo que le convierte en el mayor planetario óptico de España.
En el casco antiguo de Tudela, desde 1860, existe la calle de los «Tornamiras», dedicada a Francisco Vicente de Tornamira y al escritor Juan Francisco de Tornamira de Soto, nacido en esta ciudad en 1583. Se llamó hasta 1860, «De las "Tres Casas"».
En la Iglesia de San Nicolás, también de Tudela, en el siglo XVI, los Tornamira, familia paterna de Francisco, que eran feligreses de este templo, construyeron la capilla de San Gregorio y en ella pusieron una losa sepulcral con el escudo heráldico de la familia.

## Galería de imágenes

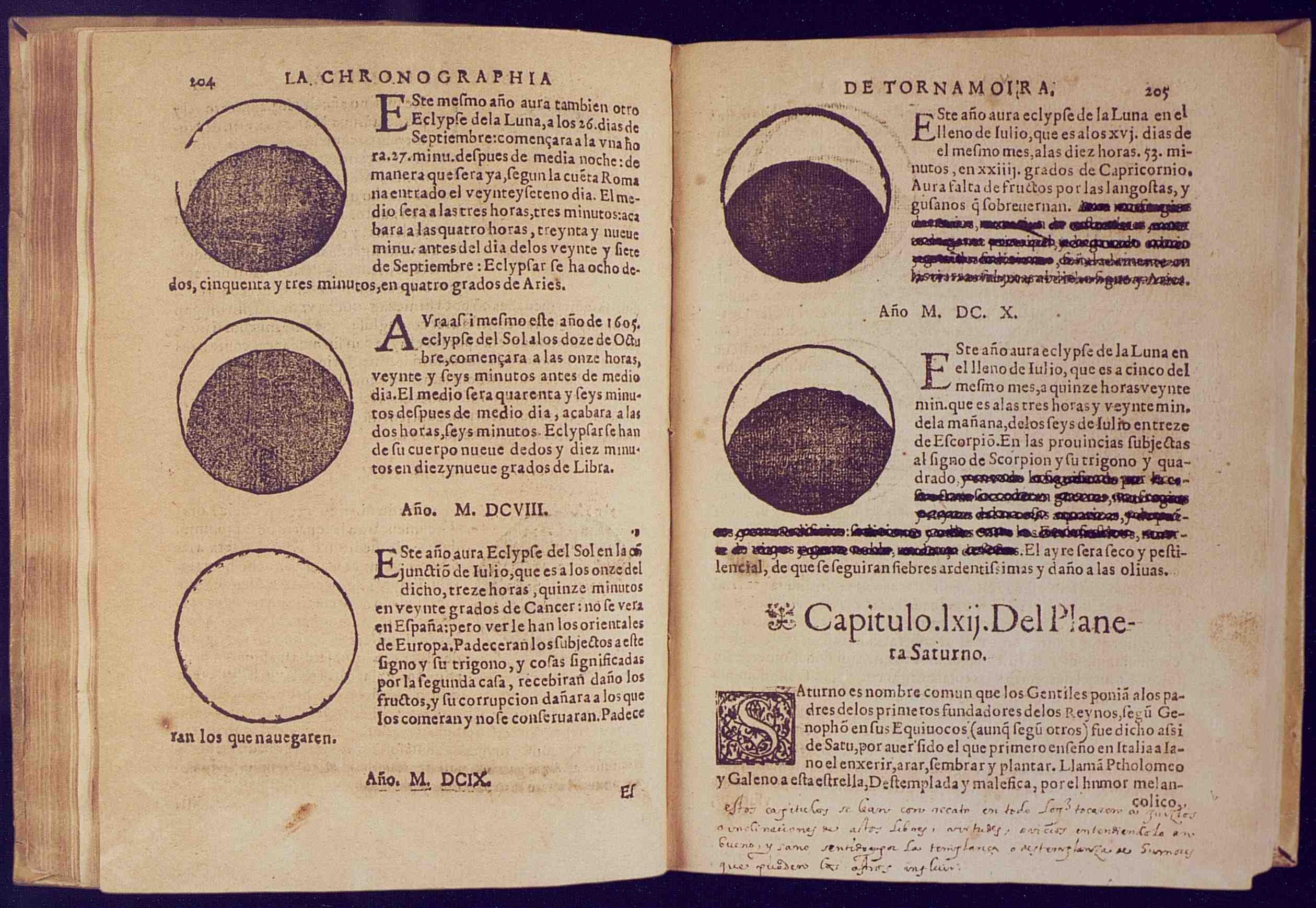
Chronographia, p. 204, capítulo 61, Eclipses para 1608-1610.
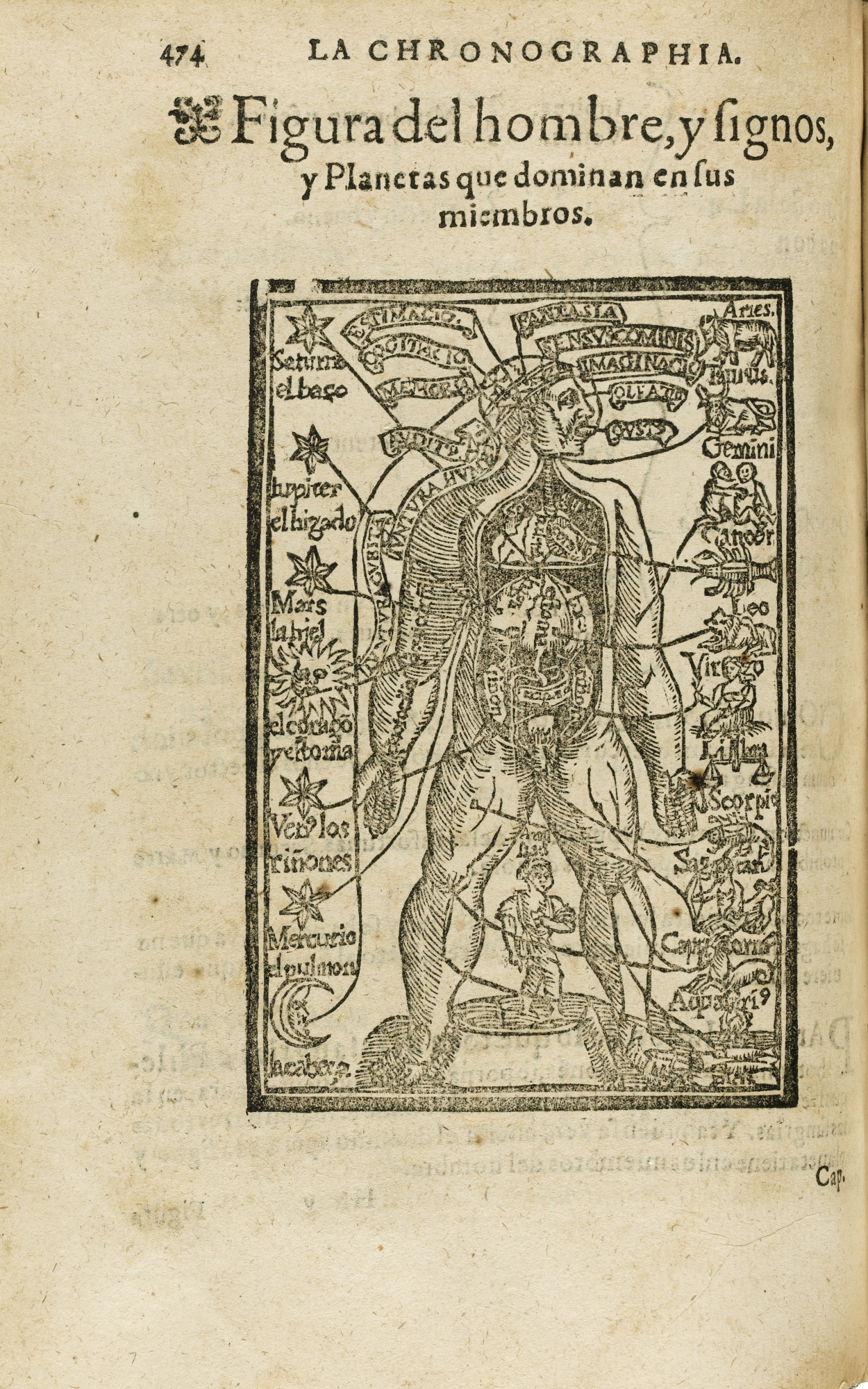
Chronographia, p. 474, grabado «Figura del hombre...».
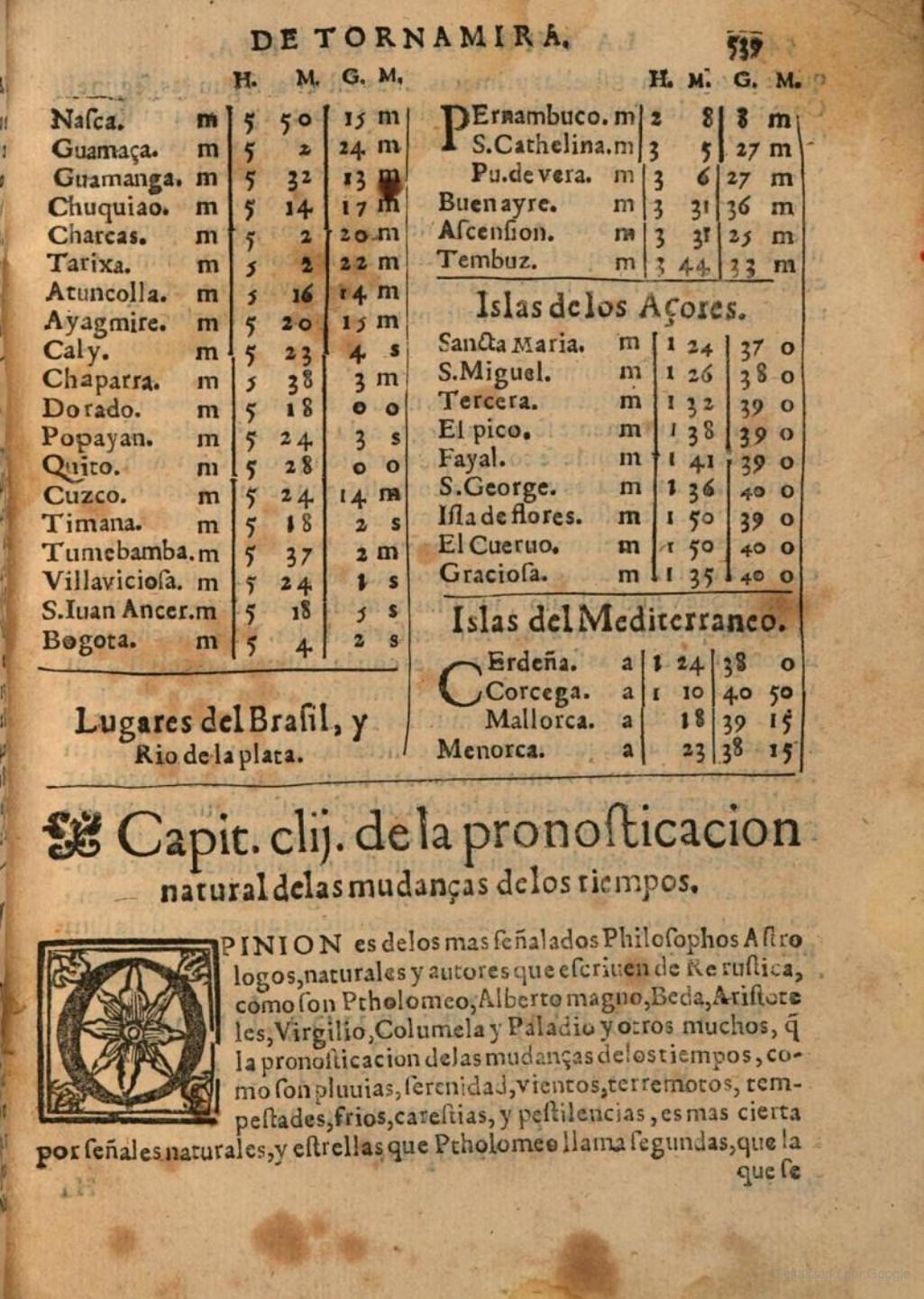
Chronographia, p. 539, capítulo 152. «De la pronosticación...»
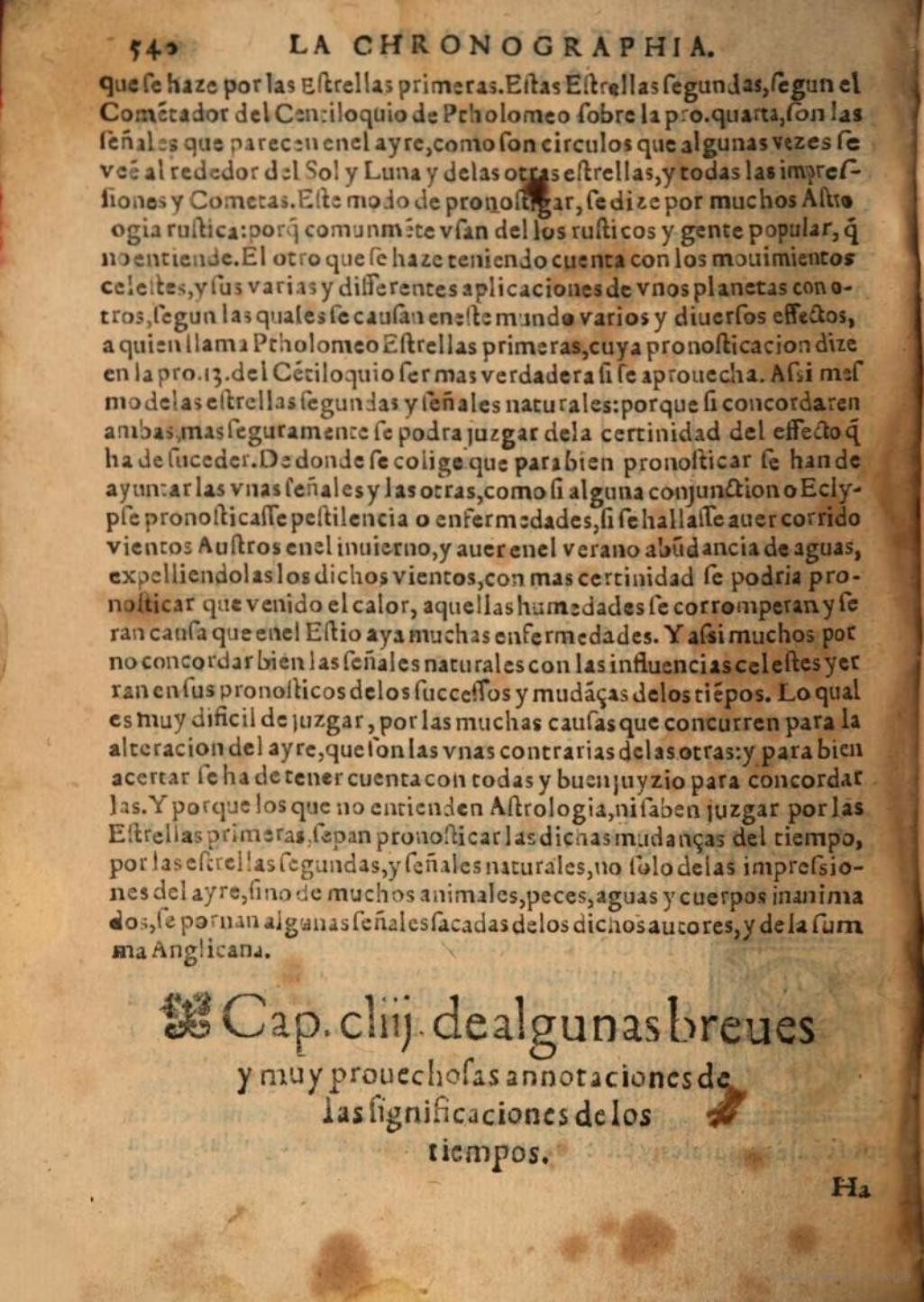
Chronographia, p. 540, capítulo 153. «Significaciones de los tiempos».
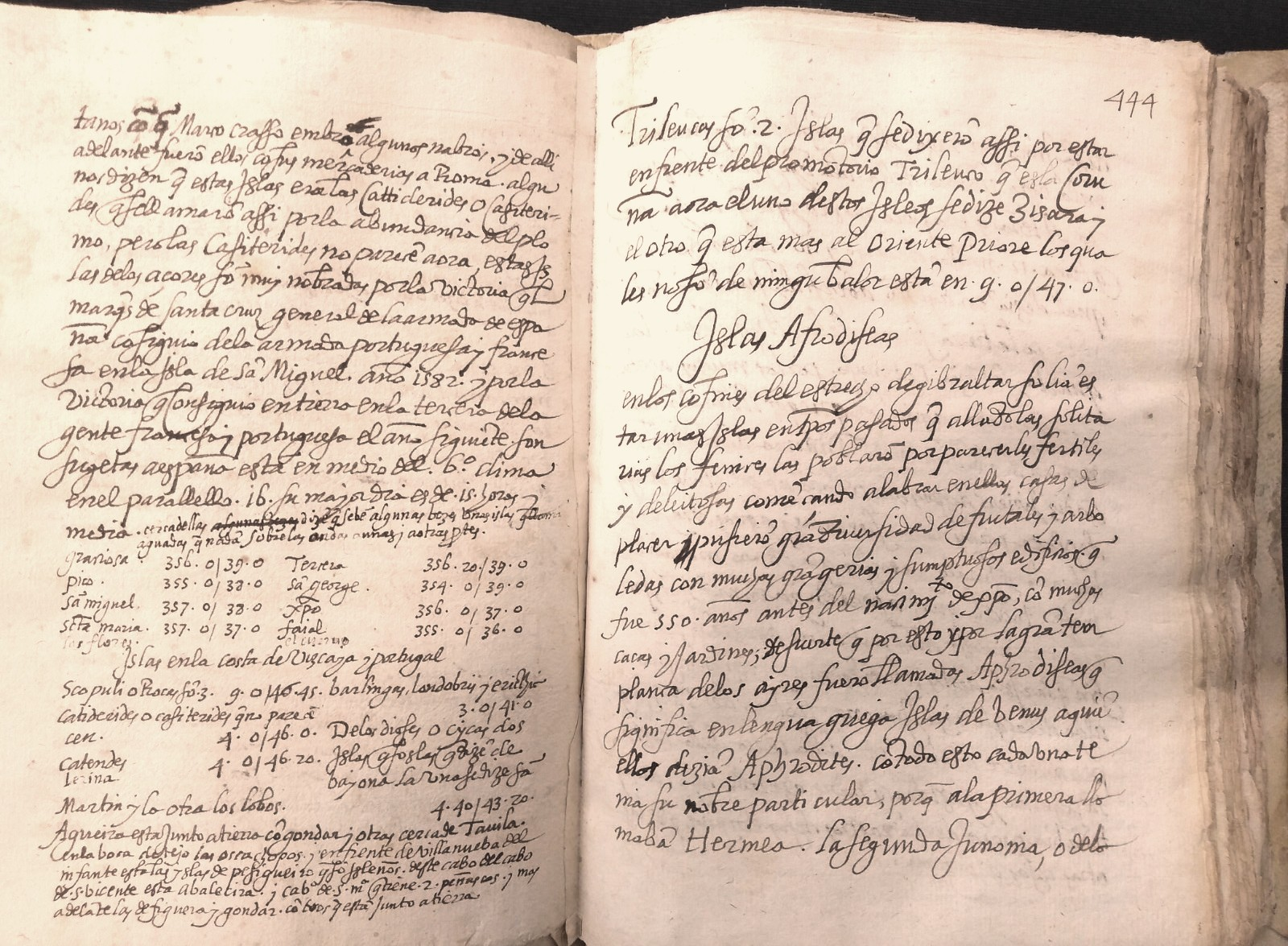
Segunda parte de la Chronographia. Sobre las islas Casitérides.
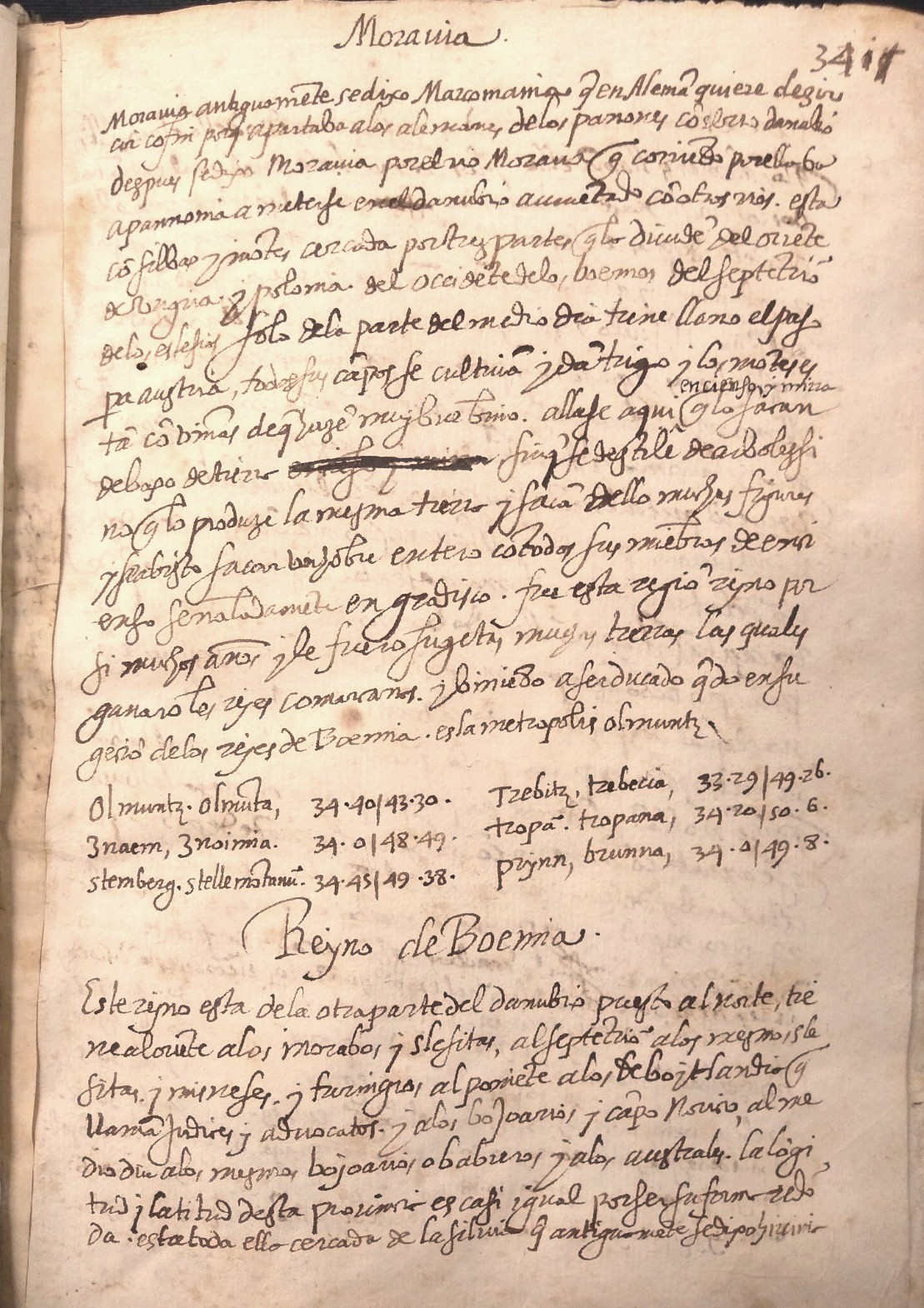
Segunda parte de la Chronographia. Sobre Bohemia y Moravia.